# Пёнтус
Пёнту́с (фр. Puntous, окс. Puntós) — коммуна во Франции, находится в регионе Юг — Пиренеи. Департамент — Верхние Пиренеи. Входит в состав кантона Кастельно-Маньоак. Округ коммуны — Тарб.
Код INSEE коммуны — 65373.

## География

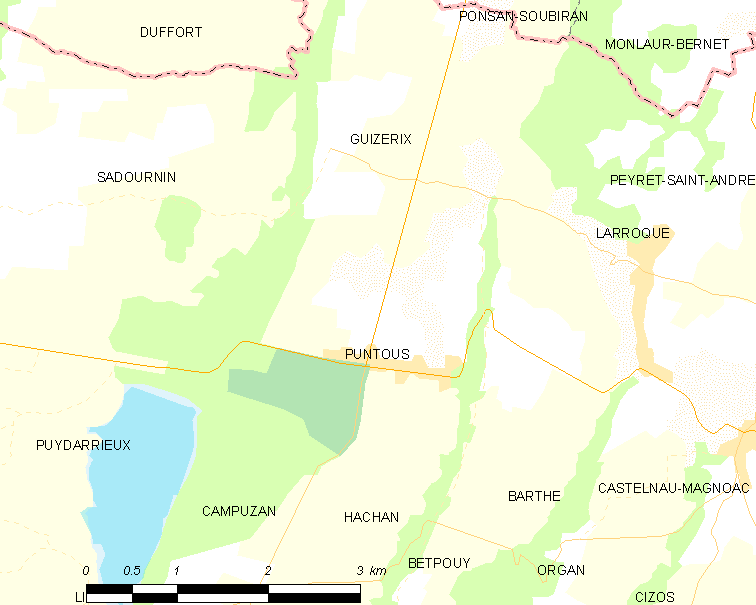
Карта коммуны

Коммуна расположена приблизительно в 640 км к югу от Парижа, в 90 км юго-западнее Тулузы, в 34 км к востоку от Тарба.
По территории коммуны протекают коммуны Баизоль и Петит-Баиз.

## Климат
Климат умеренно-океанический с солнечной тёплой погодой и обильными осадками на протяжении практически всего года.

## Население
Население коммуны на 2010 год составляло 208 человек.
| 1962 | 1968 | 1975 | 1982 | 1990 | 1999 | 2010 |
| ---- | ---- | ---- | ---- | ---- | ---- | ---- |
| 291  | 245  | 232  | 205  | 192  | 198  | 208  |

## Администрация
| Период | Период | Фамилия      | Партия | Примечания |
| ------ | ------ | ------------ | ------ | ---------- |
| 2001   | 2014   | Анри Буррель |        |            |
| 2014   | 2020   | Эрик Дюффо   |        |            |

## Экономика
В 2010 году среди 117 человек трудоспособного возраста (15-64 лет) 79 были экономически активными, 38 — неактивными (показатель активности — 67,5 %, в 1999 году было 71,2 %). Из 79 активных жителей работали 70 человек (39 мужчин и 31 женщина), безработных было 9 (6 мужчин и 3 женщины). Среди 38 неактивных 5 человек были учениками или студентами, 19 — пенсионерами, 14 были неактивными по другим причинам.